# Nilpotentnost
Nilpotentnost je pojem iz teorije kolobarjev. Element {\displaystyle x\!\,} iz kolobarja je nilpotenten, če obstaja takšno naravno število {\displaystyle n\!\,}, da velja {\displaystyle x^{n}=0\!\,}. Najmanjša vrednost, za katero to še velja, je stopnja nilpotentnosti elementa {\displaystyle x\!\,}.
Pojem je vpeljal ameriški matematik in astronom Benjamin Peirce (1809 – 1880).

## Zgledi
Zgornjo definicijo se lahko uporabi za kvadratne matrike.
- Matrika

{\displaystyle A={\begin{pmatrix}0&1&0\\0&0&1\\0&0&0\end{pmatrix}}}
je nilpotentna, ker zanjo velja {\displaystyle A^{3}=0\!\,}.
- Predpostavi se, da dva elementa v nekomutativnem kolobarju {\displaystyle R\!\,} zadoščata pogoju {\displaystyle ab=0\!\,}. Potem je element {\displaystyle c=ba\!\,} nilpotenten, ker je {\displaystyle c^{2}=(ba)^{2}=b(ab)a=0\!\,}.
- Naslednji zgled uporablja dve matriki ({\displaystyle A\!\,} in {\displaystyle B\!\,})

{\displaystyle A={\begin{pmatrix}0&1\\0&1\end{pmatrix}}\;\;B={\begin{pmatrix}0&1\\0&0\end{pmatrix}},}
tako, da velja {\displaystyle AB=0\!\,} in {\displaystyle BA=B\!\,}.